# Thornbury (Gloucestershire)
Koordinaten: 51° 37′ N, 2° 31′ W
Thornbury ist eine Kleinstadt in South Gloucestershire, Gloucestershire. Sie liegt 18 km nördlich von Bristol und hat ca. 12.000 Einwohner.
Die Geschichte Thornburys reicht zurück bis in das 9. Jahrhundert. Die erste Siedlung hieß Thornbyrig und wird erstmals 896 erwähnt; im Domesday Book (1086) ist der Ort als Turneberie mit 103 Einwohnern verzeichnet. Jüngste Funde römischer Münzen lassen vermuten, dass der Ort schon 300 n. Chr. bestand.
Zu den Sehenswürdigkeiten der Stadt gehört das Thornbury Castle, mit dessen Bau für Edward Stafford, 3. Herzog von Buckingham, 1511 begonnen wurde. 1521 wurde Edward Stafford hingerichtet, die Bauarbeiten wurden abgebrochen und das Gebäude wurde nicht vollendet. Gleichwohl wurde es 1535 von König Heinrich VIII. und seiner Ehefrau Anne Boleyn genutzt, später von Mary Tudor. Heute ist das Castle ein Hotel. Das älteste erhaltene Gebäude Thornburys ist die Kirche Saint Mary the Virgin, mit deren Bau 1340 begonnen wurde.
In der Nachbarschaft liegt das im Februar 2012 abgeschaltete Kernkraftwerk Oldbury.
Thornbury unterhält eine Städtepartnerschaft mit Bockenem (Niedersachsen).

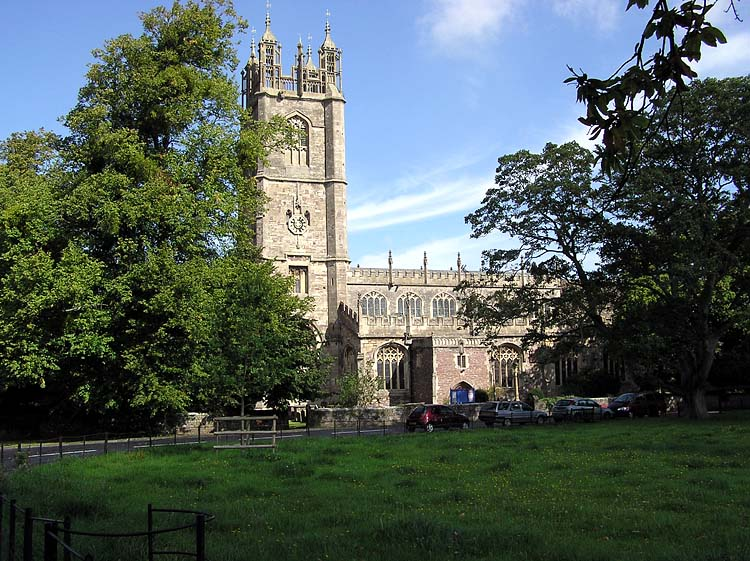
Die Kirche Saint Mary the Virgin
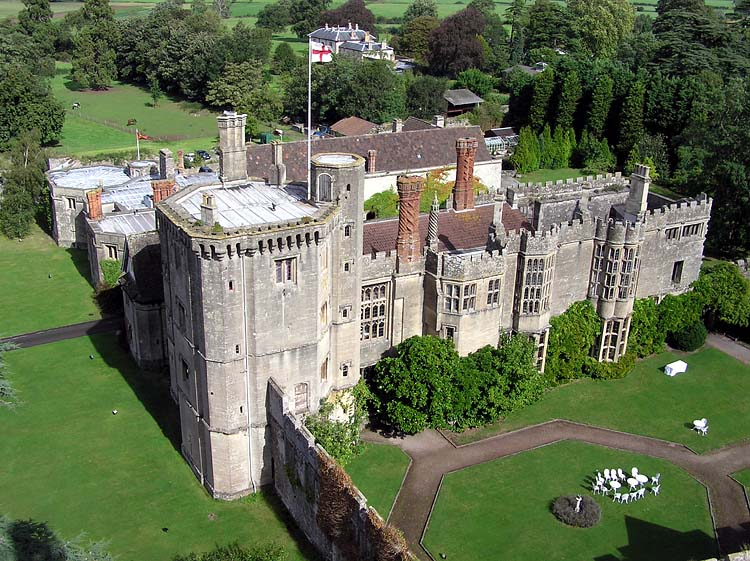
Thornbury Castle

## Persönlichkeiten
- Richard William George Dennis (1910–2003), Botaniker und Spezialist für Schlauchpilze
- Michael Fortescue (* 1946), Linguist und emeritierter Professor
- Ben Luckwell (* 1966), Radrennfahrer